# Schoonhoven
 Schoonhoven (dân số: 12,195 tính đến  năm 2007) là một thành phố và đô thị ở phía tây Hà Lan, trong tỉnh Zuid-Holland. Đô thị này có diện tích 6,96 km² (trong đó 0,67 km² là diện tích mặt nước). Đây là đô thị nhỏ thứ ba ở Hà Lan tính theo diện tích (sau Bennebroek và Rozenburg).